# Liste der Senioreneuropameister im Schach
| Jahr | Spielort                 | Europameister                                    | Europameisterin                                      |
| ---- | ------------------------ | ------------------------------------------------ | ---------------------------------------------------- |
| 2001 | Saint-Vincent            | Jacob Murey                                      | nicht ausgetragen                                    |
| 2002 | Saint-Vincent            | Vladimir Bukal                                   | nicht ausgetragen                                    |
| 2003 | Saint-Vincent            | Siniša Joksić                                    | Vlasta Macek                                         |
| 2004 | Arvier                   | Mark Zeitlin                                     | Radmila Popivoda                                     |
| 2005 | Bad Homburg vor der Höhe | Mark Zeitlin                                     | Hanna Ereńska-Barlo                                  |
| 2006 | Davos                    | Borislav Ivkov                                   | Valeria Dotan                                        |
| 2007 | Hockenheim               | Nuchim Raschkowski                               | Jelena Fatalibekowa                                  |
| 2008 | Davos                    | Mark Zeitlin                                     | Jelena Fatalibekowa                                  |
| 2009 | Rogaška Slatina          | Witali Zeschkowski                               | Ljudmila Saunina                                     |
| 2010 | Thessaloniki             | Witali Zeschkowski                               | Tamar Chmiadaschwili                                 |
| 2011 | Courmayeur               | Mihai Șubă                                       | Nona Gaprindaschwili                                 |
| 2012 | Kaunas                   | Nikolai Puschkow                                 | Tatjana Fomina                                       |
| 2013 | Plowdiw                  | Mark Zeitlin                                     | Margarita Wojska                                     |
| 2014 | Porto                    | Keith Arkell (50+) Nico Schouten (65+)           | Tatjana Fomina (50+) Walentina Koslowskaja (65+)     |
| 2015 | Eretria                  | Surab Sturua (50+) Jan Rooze (65+)               | Swetlana Mednikowa (50+) Nona Gaprindaschwili (65+)  |
| 2016 | Jerewan                  | Surab Sturua (50+) Walentin Bogdanow (65+)       | Galina Strutinskaja (50+) Nona Gaprindaschwili (65+) |
| 2017 | Sabadell                 | Karen Movsesjan (50+) Nils-Gustaf Renman (65+)   | Galina Strutinskaja (50+) Nona Gaprindaschwili (65+) |
| 2018 | Drammen                  | Simen Agdestein (50+) Wladislaw Worotnikow (65+) | Brigitte Burchardt (50+) Nona Gaprindaschwili (65+)  |
| 2019 | Rhodos                   | Surab Sturua (50+) Jens Kristiansen (65+)        | Tatjana Grabusowa (50+) Jelena Fatalibekowa (65+)    |
| 2021 | Budoni                   | Fabrizio Bellia (50+) Nathan Birnboim (65+)      | Jelena Krassenkowa (50+) Annett Wagner-Michel (65+)  |
| 2022 | Lublin                   | Martin Mrva (50+) Nils-Gustaf Renman (65+)       | Sopiko Tereladze (50+) Annett Wagner-Michel (65+)    |
| 2023 | Acqui Terme              | Surab Sturua (50+) John Nunn (65+)               | Marina Makropoulou (50+) Gisela Fischdick (65+)      |
| 2024 | Lignano Sabbiadoro       | Micheil Kekelidse (50+) Surab Sturua (65+)       | Silvia Collas (50+) Brigitte Burchardt (65+)         |